# Achém Ocidental
Achém Ocidental (indonésio: Aceh Barat) é uma kabupaten (regência) da província de Achém, na Indonésia. A capital é a cidade de Meulaboh.